# The Lonely Boys
The Lonely Boys (en sueco, De Ensamma Pojkarna) es un libro de ficción del autor sueco Mats Olsson, que trata sobre una banda de rock de jóvenes del sur de Suecia, y que se desarrolla en el año 1965.
Olsson contactó a Per Gessle y a Nisse Hellberg para que compusieran la banda sonora del libro. De esta manera, ambos pasaron a conformar The Lonely Boys, y el álbum debut de la banda ficticia de 1965 se lanzó en 1995.
Gessle y Hellberg pusieron mucho esfuerzo en que el sonido del álbum fuera lo más parecido al de una banda de la década de 1960, tanto en el contenido lírico como en los instrumentos y amplificadores que se usaron durante el proceso de grabación. El álbum se diagramó siguiendo la idea de dos lados de un LP, e incluye el sonido de interferencia de la aguja de un gramófono y una pausa entre los dos lados como referencia al disco que debe darse vuelta. Una versión LP de promoción estuvo disponible en Suecia. 

## Miembros de la banda
The Lonely Boys está compuesto por:
- Lasse Göransson (Thomas Holst) en bajo
- Roland Bergström (MP Persson) en órganos Vox y Hammond, y piano
- Kalle Johansson (Micke Syd Andersson) en batería y tambor
- Thomas Nyberg (Per Gessle) en guitarra rítmica y voz
- Richard Andersson (Nisse Hellberg) en guitarra principal, armónica, maracas, tambor and voz

## Las canciones
Hay 14 canciones en el álbum. Uno de ellos es un cover de So much in love, escrito por Mick Jagger y Keith Richards de The Rolling Stones (ellos nunca lo grabaron; The Inmates sí).
Lado uno:
- Lonely Boys (Letras: Per Gessle) - Voz principal: Per Gessle (con Nisse Hellberg), Per Gessle en guitarra principal, Nisse en fuzzbox. Arreglos por Clarence Öfwerman.
- I'm Not Like You (Letras: Nisse Hellberg) - Voz principal: Nisse Hellberg (con Per Gessle), Per Gessle en guitarra acústica
- Keep the Radio On (This is the Perfect Song) (Letras: Per Gessle) - Voz principal: Per Gessle (con Nisse Hellberg), MP en guitarra de 12 cuerdas
- September Girl (Letras: Nisse Hellberg) - Voz principal: Nisse Hellberg
- Adam & Eve (Letras: Per Gessle) - Voz principal: Nisse Hellberg (con Per Gessle)
- I Wanna Be With You (Letras: Per Gessle) - Voz principal: Per Gessle (con Nisse Hellberg), MP en melotrón, guitarra de 12 cuerdas y guitarra principal
- Fuzzy Puss (Instrumental) (Letras: Nisse Hellberg) - Nisse Hellberg en fuzzbox, MP en batería

Lado dos:
- So Much In Love (Letras: Mick Jagger, Keith Richards) - Voz principal: Nisse Hellberg (con Per Gessle)
- Flowers on the Moon (Hellberg) - Voz principal: Per Gessle (con Nisse Hellberg), Nisse en guitarra acústica y de 12 cuerdas, guitarra principal, MP en bongos y melotrón.
- Let Go of My Heart (Hellberg) - Voz principal: Nisse Hellberg
- Apple in the Mud (Gessle) - Voz principal: Per Gessle (con Nisse Hellberg), Per en guitarra principal, MP en guitarra acústica
- Pretty Little Devil (With Angel Eyes) (Hellberg) - Voz principal: Nisse Hellberg
- Genius Gone Wrong (Gessle) - Voz principal: Per Gessle (con Nisse Hellberg), Per en solo de guitarra de 12 cuerdas y piano, MP en guitarra de 12 cuerdas
- Days to Come, Days of Gold (Hellberg) - Voz principal: Nisse Hellberg, Thomas Holst en guitarra